# Guido Moricotti
Guido Moricotti (anche Moricoso) (Pisa, ... – Roma, 1150 circa) è stato un cardinale italiano.

## Biografia
Era parente del cardinale Errico Moricotti.
Fu creato cardinale diacono nel concistoro celebrato nel 1140, anche se la sua diaconia non è nota.
Partecipò all'elezione papale del 1143, in cui fu eletto papa Celestino II. Tra il novembre e il dicembre 1143 optò per l'ordine dei cardinali presbiteri e per il titolo di San Lorenzo in Damaso. Sottoscrisse le bolle papali emanate tra 28 dicembre  1143 e il 28 febbraio 1144. Non partecipò all'elezione papale del 1144, in cui fu eletto papa Lucio II. Sottoscrisse  le bolle papali tra il 15 aprile 1144 e il 14 febbraio 1145. Partecipò all'elezione papale del 1145, in cui fu eletto papa Eugenio III. Sottoscrisse le bolle papali emanate tra il 14 marzo 1145 e il 6 maggio 1149.
Morì verso il 1150 circa.